# Gâscă de semănătură
Gâsca de semănătură (Anser fabalis) este o gâscă care se înmulțește în nordul Europei și al Asiei. Este migratoare și iernează mai la sud în Europa și Asia. Această specie și gâsca de tundră sunt recunoscute ca specii separate de către Societatea Ornitologică Americană și Uniunea Internațională a Ornitologilor, dar sunt considerate o singură specie de către alte autorități. Gâsca de semănătură și cea de tundră s-au separat în urmă cu aproximativ 2,5 milioane de ani și au stabilit un contact secundar în urmă cu aproximativ 60.000 de ani, ceea ce a dus la un flux genetic extins.

## Galerie

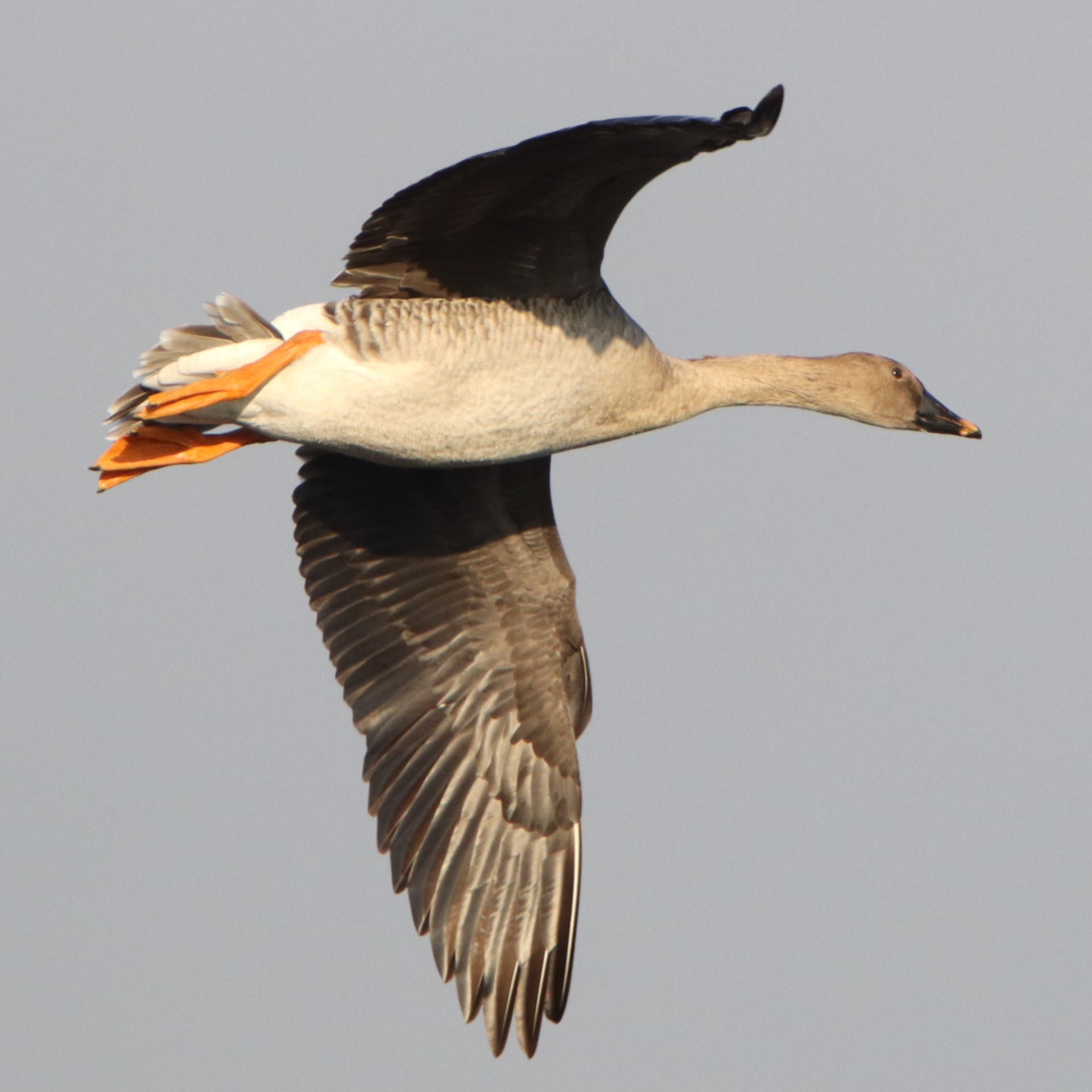
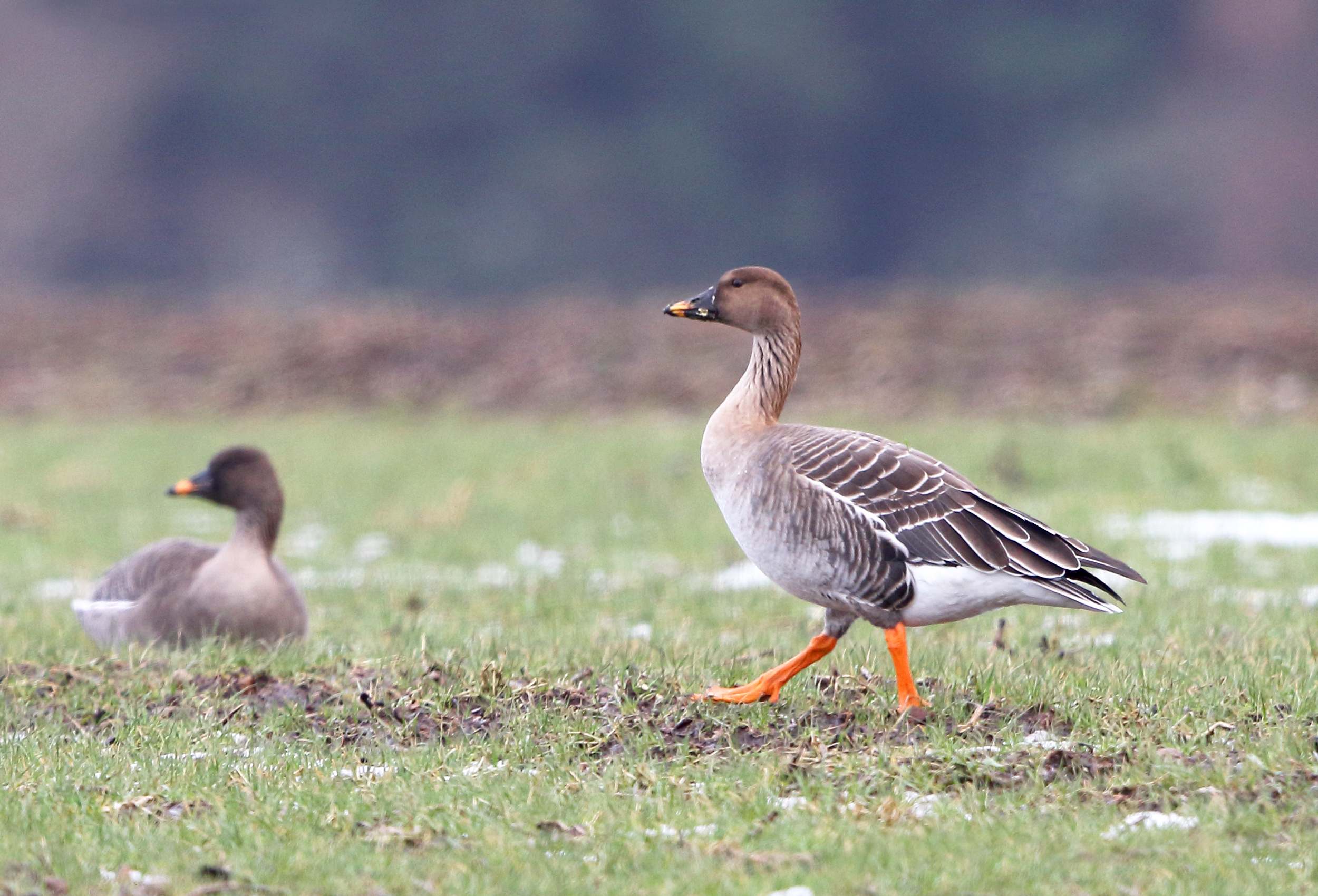
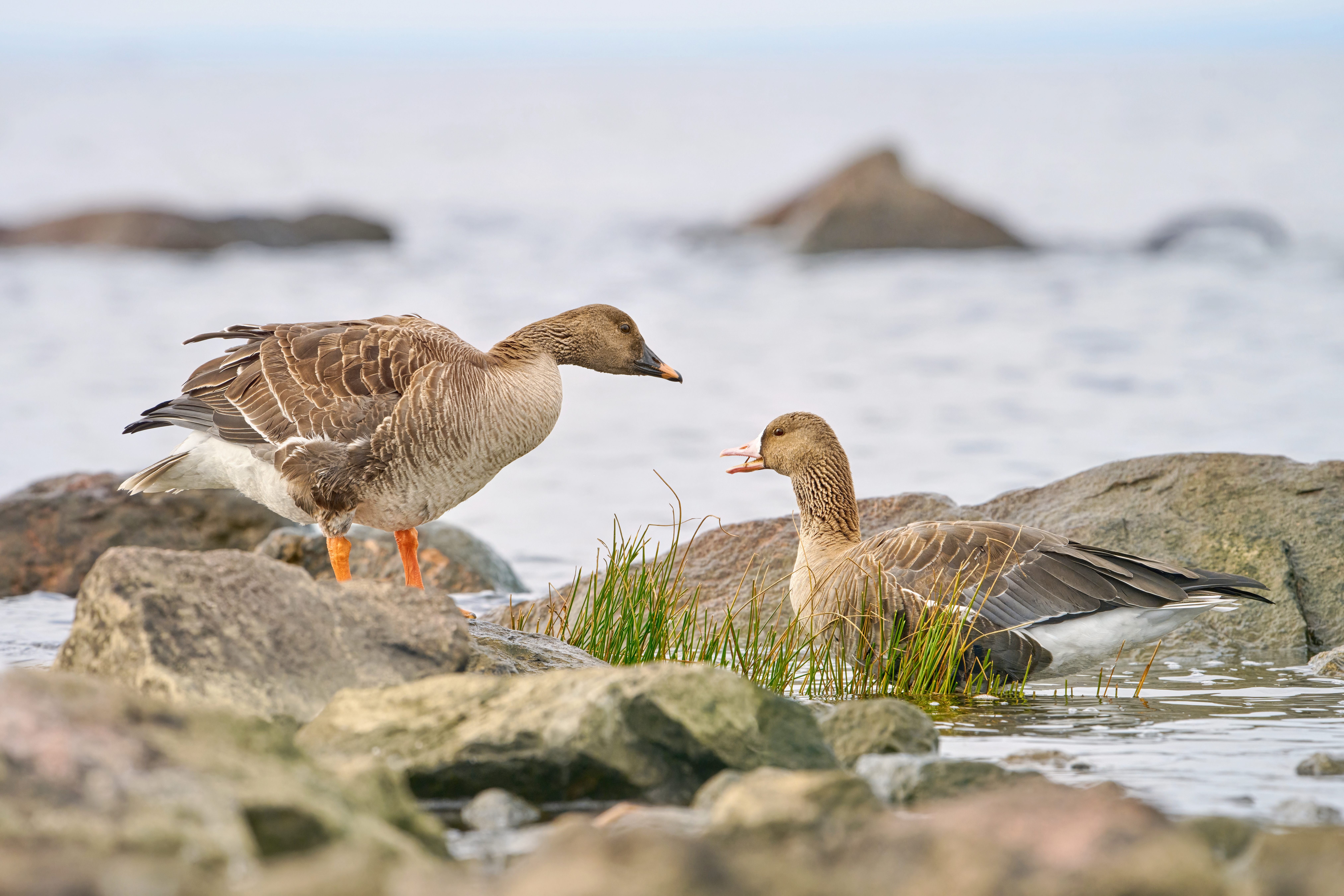
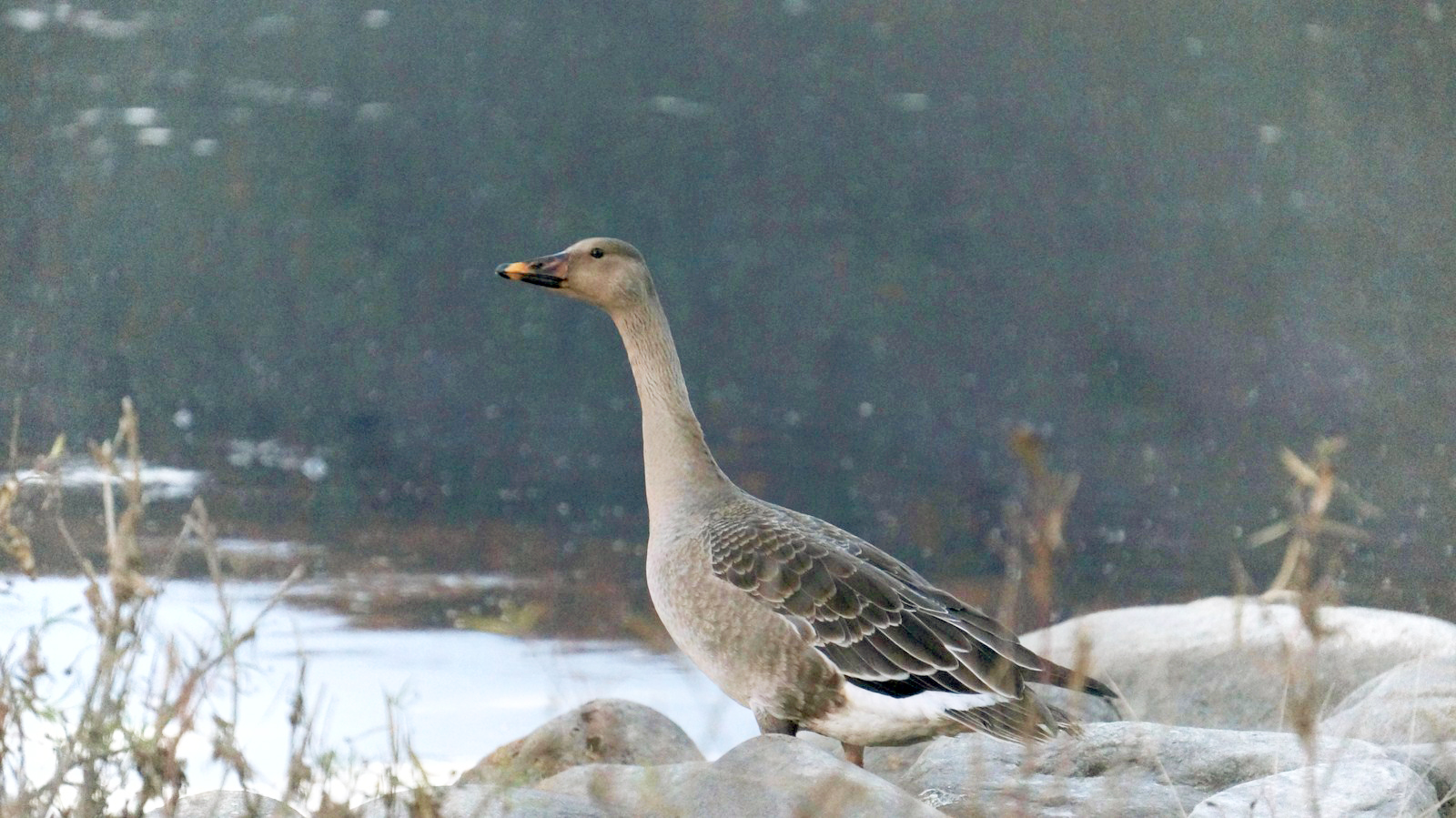